# 卡萊廷齊
50°5′45″N 26°37′32″E / 50.09583°N 26.62556°E
卡萊廷齊（烏克蘭語：Калетинці）是烏克蘭西部的村莊，隸屬赫梅利尼茨基州的舍佩蒂夫卡區。該村面積0.68平方公里，海拔高度248米，2001年人口158，人口密度每平方公里231.3人。